# Elachura formosa
Famille
Genre
Espèce
Synonymes
- Spelaeornis formosus (Walden, 1874)[1]

Statut de conservation UICN

 LC UICN3.1 : Préoccupation mineure
Elachura formosa, unique représentant du genre Elachura et de la famille des Elachuridae, est une espèce d'oiseaux de l'ordre des passereaux.

## Systématique
Cette espèce était auparavant placée dans la famille des Timaliidae et le genre Spelaeornis en tant que Spelaeornis formosus, mais des études phylogénétiques moléculaires faites en 2014 ont fourni des éléments permettant de l'en séparer.
Quand elle était placée dans la famille des Timaliidae, son nom normalisé CINFO était la Turdinule tachetée.

## Description

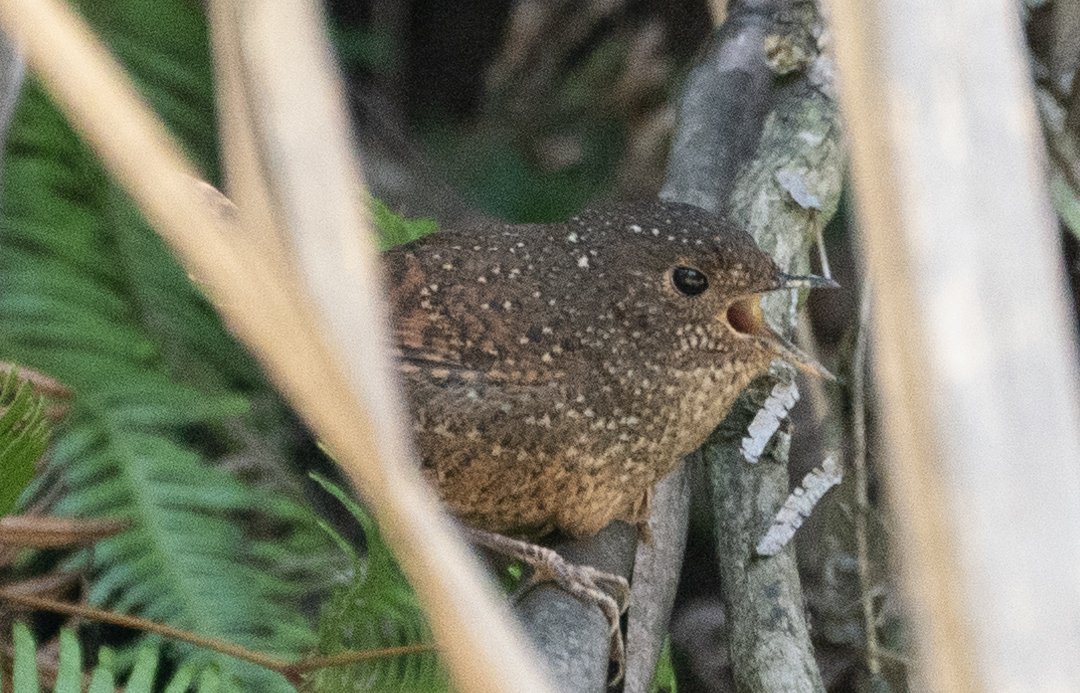
Elachura formosa

## Répartition et habitat
Cet oiseau préfère les forêts denses où il se nourrit d'insectes.